# SN 2005fj
SN 2005fj – supernowa typu Ia odkryta 11 września 2005 roku w galaktyce A211120-0026. W momencie odkrycia miała maksymalną jasność 20,20m.